# Lijst van kastelen in Brussel
Dit is een lijst van kastelen in het Belgische gewest Brussel. In de lijst zijn alleen die kastelen en voormalige kastelen opgenomen die verdedigbaar waren of zo bedoeld zijn, en voor bewoning bestemd waren. Een deel van de kastelen in de lijst is een landhuis dat gebouwd is op de fundamenten van een (verdwenen) kasteel.
| Kasteel                           | Plaats                 | Gemeente | Bouwperiode                      | Type | Huidige staat                                                  | Toegankelijk                       | Afbeelding |
| --------------------------------- | ---------------------- | -------- | -------------------------------- | ---- | -------------------------------------------------------------- | ---------------------------------- | ---------- |
| Kasteel Belvédère                 | Laken                  |          | 18e eeuw                         |      |                                                                |                                    |            |
| Charle-Albertkasteel              | Watermaal-Bosvoorde    |          | 19e eeuw                         |      |                                                                |                                    |            |
| Kasteel-gevangenis Drie Fonteinen | Oudergem               |          | 14e eeuw                         |      |                                                                |                                    |            |
| Egmontpaleis                      | Brussel                |          | 16e eeuw                         |      |                                                                |                                    |            |
| Kasteel van Fougeraie             | Ukkel                  |          |                                  |      |                                                                |                                    |            |
| Kasteel Fond'Roy                  | Ukkel                  |          |                                  |      |                                                                |                                    |            |
| Granvellepaleis                   | Brussel                |          | 16e eeuw, afgebroken in 20e eeuw |      |                                                                |                                    |            |
| Kasteel Hertoginnedal             | Oudergem               |          | 20e eeuw                         |      |                                                                |                                    |            |
| Paleis van Karel van Lotharingen  | Brussel                |          | 18e eeuw                         |      |                                                                |                                    |            |
| Kasteel Karreveld                 | Sint-Jans-Molenbeek    |          | 16e/17e eeuw                     |      |                                                                |                                    |            |
| Koninklijk Paleis                 | Brussel                |          | 19e eeuw                         |      |                                                                | ja (gedurende de zomer paleis ook) |            |
| Paleis op de Koudenberg           | Brussel                |          | 15e eeuw                         |      | in 18e eeuw verwoest door brand, resten kelders en fundamenten | ja                                 |            |
| Kasteel van Laken                 | Laken                  |          | 18e eeuw                         |      |                                                                |                                    |            |
| Maloukasteel                      | Sint-Lambrechts-Woluwe |          | 18e eeuw                         |      |                                                                |                                    |            |
| Paleis van Nassau                 | Brussel                |          | 14e eeuw                         |      | 15e en 16e eeuw verbouwd, afgebroken in 18e eeuw               |                                    |            |
| Papenkasteel                      | Ukkel                  |          | 17e eeuw                         |      |                                                                |                                    |            |
| Kasteel van Rivieren              | Ganshoren              |          |                                  |      |                                                                |                                    |            |
| Sint-Annakasteel                  | Oudergem               |          |                                  |      |                                                                |                                    |            |
| Kasteel La Solitude               | Oudergem               |          | 20e eeuw                         |      |                                                                |                                    |            |
| Kasteel van Stuyvenberg           | Brussel                |          | 18e eeuw                         |      |                                                                |                                    |            |
| 't Hof van Brussel                | Sint-Lambrechts-Woluwe |          | 16e eeuw                         |      |                                                                |                                    |            |